# Calostephane punctulata
Calostephane punctulata là một loài thực vật có hoa trong họ Cúc. Loài này được (Hiern) Anderb. mô tả khoa học đầu tiên năm 1991.